# 차상현
차상현(車尙昡, 1974년 12월 20일 ~ )은 대한민국의 배구 선수 출신 배구 감독으로, V리그 여자부 GS칼텍스 서울 KIXX 팀의 감독을 맡았다. 마산중앙중학교 배구부 출신으로, 한국도로공사 김종민 감독과 중학교, 고등학교 시절 함께 배구를 했고 30년 동안 알고 지낸 절친 사이인 것으로 알려졌다.

2016년 12월 8일, GS칼텍스의 감독으로 선임되었다.
2022년 11월 2일, AI 페퍼스와의 경기에서 승리하며 감독으로서 통산 100승을 달성하였다.
2023 - 2024 시즌을 끝으로 GS칼텍스와의 8년 동행을 마치고 감독직을 내려놓았으며, 이후 SBS Sports 배구 해설위원으로 영입되어 활동하게 되었다.

## 수상

### 감독
GS칼텍스 서울 KIXX
- V-리그: 2021
- KOVO컵: 2017, 2020, 2022
- 기준기록상: 100승